# Арчибалд Хил
Арчибалд Вивијан Хил (26. септембар 1886 – 3. јун 1977) био је британски физиолог, један од оснивача различитих дисциплина биофизике и операционог истраживања. Добио је Нобелову награду за физиологију или медицину 1922. године, заједно са Отом Фрицом Мајерхофом, за истраживање мишића, нарочито њиховог стварања топлоте и односа између потрошње кисеоника и метаболизма млечне киселине.

## Биографија
Рођен у Бристолу, образовао се у Бланделсовој школи и дипломирао на Тринити колеџу у Кембриџу као трећи најбољи студент математике, пре него што се окренуо физиологији. Док је још био студент на Тринити колеџу, 1909. године извео је оно што је касније постало познато као Лангмурова једначина.
Ова једначина је тесно повезана са Михаелис—Ментенином кинетиком. У овом раду, који је био Хилова први публикација, он је извео и равномерну форму Лангмурове једначине и експоненцијални приступ равнотежи. Рад, написан под надзором Џона Њупорта Ланглија, представља прекретницу у историји теорије рецептора.
Док је био студент, уписао се у Корпус за обуку официра и био је изванредан стрељац. Када је 1914. године избио Први светски рат, Хил је постао официр за гађање Камбриџшког пука.
Крајем 1915. године, док је био код куће на одмору, Хорас Дарвин из Министарства за муницију га је замолио да дође на један дан, како би им дао савет о томе како да обуче артиљерце за противваздухопловну одбрану. Хил је одмах предложио једноставан метод са два огледала за одређивање висине авиона. Прелазећи у Министарство за муницију, схватио је да огледала могу да мере где се експлодирају димне гранате и ако ову израчунату величину усклади са једначинама које описују лет гранате, могли су да обезбеде тачне табеле домета за противваздухопловну артиљерију.
Да би измерио и израчунао, окупио је Одсек за експерименталну противваздухопловну артиљерију, тим људи који су били превише стари за регрутацију, као што су Ралф Х. Фаулер (повређени официр), и младићи који су били превише млади за војну службу, укључујући Дагласа Хартрија, Артура Милнеа и Џејмса Кроутера. Њихова разнолика група названа је „Хилови разбојници”, што су они са поносом прихватили. Касније у рату, радили су и на лоцирању непријатељских авиона помоћу звука. Он је брзо прелазио између својих радних локација на свом омиљеном мотоциклу. На крају рата, мајор Хил је издао сертификате за више од сто разбојника. Био је одликован као официр Ордена Британске империје.
Године 1923. Хил је наследио Ернеста Старлинга као професор физиологије на Лондонском универзитетском колеџу, а неколико година касније постао је истраживачки професор Краљевског друштва, где је остао до пензионисања 1951. године. Године 1933, са Вилијамом Бевериџем и лордом Резерфордом, постао је један од оснивача и потпредседник Академског савета за помоћ (који је 1936. године постао Друштво за заштиту науке и учења). До почетка Другог светског рата, организација је спасила 900 академика (од којих је 18 касније добило Нобелову награду) од нацистичког прогона. У својој лабораторији је истакнуо играчку Адолфа Хитлера са подигнутом руком у поздраву, објашњавајући да је то знак захвалности за све научнике које је Немачка протерала, а неки од њих су сада радили са њим. Хил је веровао да је „Смех најбољи детерџент за глупости“.
Године 1935. служио је са Патриком Блекетом и Хенријем Тизардом у комитету који је осмислио радар. Такође је био биолошки секретар Краљевског друштва. Вилијам Хенри Браг био је председник. Обојица су били фрустрирани због кашњења у коришћењу научника у претходном рату. Краљевско друштво је сакупило списак научника, а Хил је представљао друштво у Министарству рада. Када је рат почео, Хил је предводио кампању за ослобађање научника из избегличких камповa који су били интернирани. Између 1940. и 1945. године био је независни члан парламента за Универзитет у Кембриџу. 1940. године послат је у Британску амбасаду у Вашингтону да промовише истраживања рата у Сједињеним Америчким Државама које су још увек биле неутралне. Био је овлашћен да размењује тајне са Американцима. Хил је уверио Британију да покажу Американцима све на чему су радили (осим атомске бомбе). Мобилизација савезничких научника била је један од највећих успеха у рату.
Након рата, Хил је обновио своју лабораторију на Универзитету у Колеџу и наставио са истраживањем. Године 1951, његова подршка и залагање награђени су оснивањем Одсека за биофизику, са Арчибалдом Хилом на челу.
Године 1952. постао је председник Британијског удружења за напредак науке и генерални секретар Међународног савета за научна удружења. Био је председник Морског биолошког удружења од 1955. до 1960. године. Године 1967. отишао је у пензију у Кембриџ, где је полако губио способност да користи ноге. Преминуо је „окружен највећом љубављу од више од стотину научних потомака широм света”.

## Кооперативност везивања протеина и кинетике ензима
Хил је такође веома познат у биохемији због Хилове једначине, која се користи за квантитативно одређивање везивања кисеоника за хемоглобин. Једначина је написана као кинетичка једначина:
{\displaystyle v=V{\frac {a^{h}}{K_{0.5}^{h}+a^{h}}}}
Једначина може бити прегруписана као:
{\displaystyle \ln[v/(V-v)]=h\ln a-h\ln K_{0.5}}

## Физиологија мишића
Хил је извршио многа прецизна мерења топлоте која се ослобађа када се скелетни мишићи скупљају и опуштају. Кључно откриће било је да се топлота производи током скупљања, што захтева улагање хемијске енергије, али не и током опуштања, које је пасивно. Његова прва мерења користила су опрему коју је оставио шведски физиолог Магнус Бликс, а Хил је измерио пораст температуре од само 0,003 °C. Након објављивања резултата, сазнао је да су немачки физиолози већ извештавали о топлини и скупљању мишића, па је отишао у Немачку да се упозна са њиховим радом. Континуирано је усавршавао своје уређаје, како би их учинио осетљивијим и смањио временски заостатак између ослобођене топлоте и њеног регистрања термопаром.
Хил се сматра једним од оснивача биофизике, заједно са Херманом Хелмхолцом.
Хил се кратко вратио у Кембриџ 1919. године, пре него што је 1920. године преузео катедру за физиологију на Универзитету Викторија у Манчестеру, уместо Вилијама Стирлинга. Користећи себе као субјекта, сваког јутра је трчао од 7:15 до 10:30, показао је да трчање на кратке дистанце зависи од енергетских резерви које се касније допуњују повећаним уносом кисеоника. Паралелно са радом немачког научника Ота Фрица Мајерхофа, Хил је разјаснио процесе у којима се производи механички рад у мишићима. За овај рад су обојица поделила Нобелову награду за физиологију и медицину 1922. године. Хил је у том периоду увео концепте максималног уноса кисеоника и кисеоничне дугове.

## Лични живот
Године 1913. оженио се Маргарет Невил Кејнс (1885–1974), кћерком економисте Џона Невила Кејнса и сестром економисте Џона Мејнарда Кејнса и хирурга Џефрија Кејнса. Имали су двојицу синова и две ћерке:
- Поли Хил (1914–2005), економиста, удала се за К.А.К. Хамфрија, регистрара Западноафричког савета за испите.
- Дејвид Кејнс Хил (1915–2002), физиолог, оженио се Стелом Мери Хамфри.
- Морис Хил (1919–1966), океанограф, оженио се Филипом Пас.
- Џенет Хил (1918–2000), дечји психијатар, удала се за имунолога Џона Херберта Хамфрија.

## Почасти и награде
- Официр Ордена Британске империје (1918)
- Члан Краљевствог друштва (1918)
- Нобелова награда за физиологију или медицину (1922)
- Божићно предавање Краљевске институције на тему „Нерви и мишићи: како осећамо и крећемо се” (1926)
- Међународни почасни члан Америчке академије за уметности и науке (1934)[17]
- Међународни члан Америчког филозофског друштва (1938)[18]
- Почасни члан Националне академије кинезиологије (1938)[19][20][21]
- Међународни члан Националне академије наука Сједињених Америчких Држава (1941)[22]
- Члан Реда сапутника части (1946)
- Копли медаља Краљевског друштва (1948)
- Председник Британског удружења (1952)[23]

## Плава плоча
9. септембра 2015. године, на бившој кући А. В. Хила, постављена је Кензингтонска плоча, коју је подржала Организација за очување енглеске баштине. Хил је овде живео од 1923. до 1967. године. Након тога, кућа је подељена на станове и постала је власништво Хајгејт школе, у којој је Хил био гувернер од 1929. до 1960. године. Кућа је касније продата, преуређена и преименована. Како наводи његов унук, Николас Хамфри, међу редовним гостима у кући били су 18 изгнаних добитника Нобелових награда, његов зет, економиста Џон Мејнард Кејнс, као и пријатељи као што су Зигмунд Фројд и Стивен Хокинг. „Сваке недеље морали смо да присуствујемо чајанци код деде, а осим што је забављао неке изузетне госте, он је за нас измислио неке велике игре, као што је трка жаба у башти или гледање кроз сочиво (исскопаног) ока овце", рекао је његов унук. Ралф Кон, који је предложио постављање Кензингтонске плоче, рекао је: „Добитник Нобелове награде А. В. Хил допринео је нашем разумевању физиологије мишића. Његов рад има широку примену у спортској медицини. Као изузетан хуманиста и парламентарац, био је бескомпромисан у осуди нацистичког режима због његове прогона научника и других. А. В. Хил одиграо је кључну улогу у помоћи и спасавању многих избеглица, како би наставили свој рад у овој земљи."

## Публикације
- Hill, A. V., Long, C. N. H., & Lupton, H. Muscular exercise, lactic acid, and the supply and utilisation of oxygen. 1924. doi:10.1098/rspb.1924.0037.. —Parts ӏ-ӏӏӏ. Proceedings of the Royal Society of London. Series B, Containing Papers of a Biological Character, 96(679), 438-475.
- Hill, A. V. (1926). „1926SciAm.134..224H”. Scientific American. 134 (4): 224. Bibcode:1926SciAm.134..224H. doi:10.1038/scientificamerican0426-224.
- Hill, A. V. (1926a). Viru, A. A. (новембар 1985). Muscular Activity. CRC Press. ISBN 978-0-8493-5494-6.. Philadelphia: University of Pennsylvania Press. .
- Hill, A. V. (1926b). Muscular Activity: Herter Lectures – Sixteenth Course. Baltimore: Williams & Wilkins Company.
- Hill, A.V. (1927a). Hill, Archibald Vivian (1927). Muscular Movement in Man: The Factors Governing Speed and Recovery from Fatigue.
- Hill, A.V. (1927b). Living Machinery.
- Hill, A. V (1928). „Myothermic apparatus”. Proceedings of the Royal Society of London. Series B, Containing Papers of a Biological Character. 103 (723): 117—137. doi:10.1098/rspb.1928.0029.. Proceedings of the Royal Society B: Biological Sciences. 103 (723): 117–137. Bibcode:1928RSPSB.103..117H. Hill, A. V (1928). „Myothermic apparatus”. Proceedings of the Royal Society of London. Series B, Containing Papers of a Biological Character. 103 (723): 117—137. doi:10.1098/rspb.1928.0029..
- Hill, A. V (1931). Adventures in Biophysics. Philadelphia: University of Pennsylvania Press. ISBN 978-1-5128-0254-2.
- Hill, A.V. (1932). Chemical Wave Transmission in Nerve. Cambridge at the University Press..
- Hill, A. V (1960). The Ethical Dilemma of Science, and Other Writings. New York: Rockefeller Institute Press.
- Hill, A. V (1965). Trails and Trials in Physiology: A Bibliography, 1909–1964. London: Arnold.